# Wuhanbroen
Wuhanbroen (kinesisk: 武漢長江大橋) er to store broer, som krydser floden Chang Jiang i provinsen Wuhan i Kina.
30°33′N 114°17′Ø / 30.55°N 114.29°Ø